# نوق رباط
نوق رباط هي بلدة في مقاطعة قمشي في ولاية قشقداريا في أوزبكستان.